# سفارة بولندا في الصين
سفارة بولندا في الصين هي أرفع تمثيل دبلوماسي لدولة بولندا لدى الصين. تقع السفارة في بكين وهي تهدف لتعزيز المصالح البولندية في الصين.

## وصلات خارجية
- الموقع الرسمي
- قائمة سفارات بولندا
- قائمة السفارات في الصين